# ハインツ・ボスル
ハインツ・ボスル （ドイツ語: Heinz Bosl, 1946年11月21日 - 1975年6月12日）は、ドイツのバレエダンサー。
1970年代にミュンヘン国立歌劇場バレエ団（バイエルン国立(州立)バレエの前身）のソリストとして活躍したダンサー。同バレエ団所属のプリマであったコンスタンツェ・ヴェルノンと共に多くの作品を踊って人気を博したが、白血病のため28歳で急死した。
長年のパートナーであったヴェルノンは、1978年に若手バレエダンサーの育成のために、彼の名を冠してハインツ・ボスル財団を設立した。